# جوزف کوک
آقای جوزف کوک (۷ دسامبر ۱۸۶۰ – ۳۰ ژوئیه ۱۹۴۷) یک سیاستمدار استرالیایی و ششمین نخست وزیر استرالیا است. او عضو مؤسس حزب کارگر استرالیا بود.

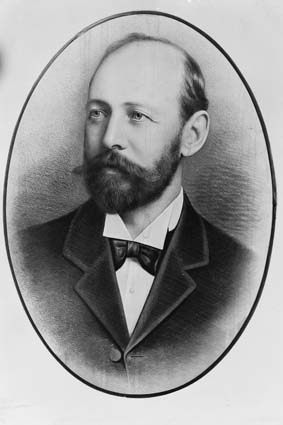
جوزف کوک در سال ۱۸۹۴

## نخست وزیر

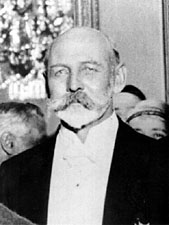
جوزف کوک

در سال ۱۹۱۳ انتخابات کشورهای مشترک‌المنافع حزب لیبرال به رهبری کوک برنده اکثریت در مجلس نمایندگان بیش از حزب کارگر به رهبری اندرو فیشرو کوک شد.
جنگ جهانی اول آغاز شد و وسط آن نتیجه مبارزه انتخاباتی سپتامبر ۱۹۱۳ بود. اندرو فیشر، به رای‌دهندگان یادآوری کرد که در آن نیروی کار که تا به حال مورد علاقه مستقل نیروی دفاع استرالیا که محافظه کاران مخالف بودند و کوک شکست خورد.

## مرگ
وی در سال ۱۹۴۷ در سن ۸۶ سالگی درگذشت